# Awaous guamensis
Espèce
Synonymes
- Awaous crassilabras (Günther, 1861)[2]
- Awaous crassilabras Günther, 1861[3]
- Awaous crassilabris (Günther, 1861)[2] [3]
- Awaous crassilabrus (Günther, 1861)[2]
- Awaous crassilabrus Günther, 1861[3]
- Awaous stamineus (Valenciennes, 1842)[3]
- Awarous grammepomus (non Bleeker, 1849)[3]
- Chonophorus guamensis (Valenciennes, 1837)[2] [3]
- Chonophorus stamineus (Eydoux & Souleyet, 1850)[2]
- Chonophorus stamineus (Valenciennes, 1842)[3]
- Gobius crassilabris Günther, 1861[2] [3]
- Gobius guamensis Valenciennes, 1837[2] [3]
- Gobius stamineus Valenciennes, 1842[3]

Statut de conservation UICN

 LC  : Préoccupation mineure
Awaous guamensis est une espèce de gobies originaire des îles du Pacifique, des Mariannes au Vanuatu, en Nouvelle-Calédonie et aux Fidji, où on la trouve dans les eaux douces, saumâtres et marines. 
Les mâles peuvent atteindre une longueur de 24,5 cm alors que les femelles n'atteignent que 16,5 cm. 
Des travaux récents basés sur des différences morphologiques et génétiques ont reconnu les populations hawaïennes d’Awaous comme étant distinctes d’Awaous guamensis. Par conséquent, les populations d’Awaous hawaïens sont maintenant reconnus comme une espèce distincte Awaous stamineus.